# Juan Marsé
Juan Faneca Roca conhecido como Juan Marsé (Barcelona, 8 de janeiro de 1933 - Barcelona, 18 de julho de 2020) foi um escritor espanhol.

## Biografia
A sua mãe morreu no parto e ele foi adoptado pela família Marsé. Estudou até aos 13 anos, idade em que foi trabalhar numa oficina de joalharia de seu amigo luiz salvador como aprendiz já que não era bom aluno.
Aos 25 anos, começou a escrever regularmente nas revistas Ínsula e El Ciervo. Ainda nesse ano terminou o seu primeiro romance Encerrados com un solo juguete, no qual já vinha a trabalhar desde os 22 anos, quando cumpriu serviço militar em Ceuta. Concorreu com esta obra a um prémio do qual foi finalista, o que lhe valeu a publicação do romance.
Uma amiga incentivou-o a continuar a escrever e em 1959 convenceu-o a enviar um conto, Nada para morir, para o Prémio Sésamo, que viria a ganhar.
No ano seguinte, Juan Marsé deixou a joalharia e foi viver para Paris, em França, onde arranjou emprego num laboratório no Instituto Pasteur. Paralelamente, começou a traduzir argumentos de filmes e a dar aulas de espanhol.
Regressou a Espanha em 1962, ano em que publicou Esta cara de la luna. De novo a viver em Barcelona, iniciou a sua ligação ao Partido Comunista Espanhol.
Três anos mais tarde, ganhou o Prémio Biblioteca Breve com o romance Últimas tardes com Teresa. Teresa foi uma das suas alunas de espanhol em Paris e era filha de um pianista famoso.
Juan Marsé, entretanto, passou a escrever publicidade, textos para capas de livros e diálogos para argumentos cinematográficos.
Em 1970 foi nomeado redactor-chefe da revista Bocaccio.
Prosseguiu a carreira de escritor com La oscura historia de la prima Montse e Si te dicen que cai, para a qual se inspirou na sua infância. No entanto, esta última obra foi censurada em Espanha e Marsé foi obrigado a editá-la no México, onde viria a receber o Prémio Internacional de Romance.
A partir de 1974 passou a colaborar na revista Por Favor, para a qual elaborava retratos literários de personalidades da actualidade, desde actores a políticos e até figuras da alta sociedade.
Entre 1975 e 1978 escreveu alguns textos para cinema apenas para ganhar dinheiro.
Neste último ano ganhou o Prémio Planeta, um dos mais conceituados de Espanha, com a obra La muchacha de las bragas de oro. A partir desta altura passou a ser um autor com muito sucesso junto do público.
Seguiu-se em 1982 Um dia volveré e em 1984 Ronda del Guinatrdó, ambas com Barcelona como cenário. Dois anos depois publicou um novo livro, desta vez de contos, intitulado Teniente Bravo.
Em 1990, com El amante bilingue (O Amante Bilingue), ganhou o prémio Ateneo de Sevilha. Três anos mais tarde lançou El embrujo de Shangai (O Feitiço de Xangai), que venceu o Prémio da Crítica, em Espanha, e o Aristeión, atribuído pela União Europeia. Ambas as obras estão editadas em Portugal.
Em 1997, Juan Marsé foi distinguido com o Prémio Juan Rulfo da Literatura Latino-Americana e do Caribe, o mais conceituado da América Latina.
Em 2000 regressou aos lançamentos com Rabos de Lagartija (Rabos de Lagartixa), também editado em Portugal.
Morreu no dia 18 de julho de 2020 em Barcelona, aos 87 anos, devido a complicações de insuficiência renal.

## Obras

### Romances
- Encerrados con un solo juguete (1960, Seix Barral)
- Esta cara de la luna (1962, Seix Barral)
- Últimas tardes com Teresa - no original Últimas tardes con Teresa (1966, Seix Barral), Premio Biblioteca Breve
- La oscura historia de la prima Montse (1970, Seix Barral)
- Si te dicen que caí  (1973, Novaro), Premio México de Novela
- La muchacha de las bragas de oro (1978, Planeta), Premio Planeta
- Un día volveré (1982 Plaza & Janés)
- Ronda del Guinardó (1984, Plaza y Janés), Premio Ciudad de Barcelona
- El amante bilingüe (1990, Planeta), Premio Ateneo de Sevilla
- O feitiço de Xangai - no original El embrujo de Shanghai (1993, Plaza y Janés)
- Rabos de lagartija (2000, Areté-Plaza & Janés), Premio de la Crítica e Premio Nacional de Narrativa
- Canções de amor em Lolita's Club - no original Canciones de amor en Lolita's Club (2005, Lumen)
- Caligrafía de los sueños (2011, Lumen)
- Noticias felices en aviones de papel (2014, Lumen)
- Una puta muy querida (2015)

### Contos
- La fuga de río Lobo (1985, Destino), conto infantil
- Teniente Bravo (1986, Plaza & Janés), único volume de contos publicado por Marsé. A primeira edição incluia os contos "Historia de detectives", "El fantasma del cine Roxy", "Noches de Bocaccio" e "Teniente bravo". Em edições posteriores, Marsé exclui "Noches de Bocaccio".
- Cuentos completos (2002, coleccão Austral, Espasa Calpe). Inclui duas seccões: Teniente bravo, com "Historia de detectives", "El fantasma del cine Roxy" e "Teniente bravo"; e Cuentos dispersos, com "La mayor parte del día", "Plataforma posterior", "Nada para morir", "La calle del Dragón Dormido", "Noches de Bocaccio", "Parabellum", "El pacto", "La liga roja en el muslo moreno", "El jorobado de la Sagrada Familia" e "El caso del escritor desleído".

### Artigos em jornais
- Señoras y señores (1975, Punch; y 1987, Tusquets), recompilação de retratos que apareceram na revista Por Favor e no diário El País.
- Confidencias de un chorizo (1977, Planeta)

### Outras obras
- El Pijoaparte y otras historias (1981, Bruguera)
- Los misterios de colores (1993, El Periódico de Catalunya)
- Las mujeres de Juanito Marés (1997, Espasa Calpe), antologia de ensaios
- Un paseo por las estrellas (2001, RBA), recompilação de 36 retratos sobre o cinema que apareceram no diário El País.
- Momentos inolvidables del cine (2004, Carroggio)
- La gran desilusión (2004, Seix Barral), escrito nos anos setenta e revisto em 2004.